# Sympetrum daliensis
Sympetrum daliensis is een libellensoort uit de familie van de korenbouten (Libellulidae), onderorde echte libellen (Anisoptera).
De wetenschappelijke naam Sympetrum daliensis is voor het eerst geldig gepubliceerd in 1999 door Zhu.